# Flata göl
Flata göl är en sjö i Nybro kommun i Småland och ingår i Snärjebäckens huvudavrinningsområde.